# Cururuá
O cururuá (Phyllomys thomasi) é uma espécie de roedor da família Echimyidae. Espécie insular, é endêmica da Ilhabela, São Paulo, Brasil, onde é vulgarmente denominado cururuá..

## Características
Maior espécie do gênero, apresenta espinhos longos, os quais atingem mais de 3 cm de comprimento na região dorsal, cuja coloração é marrom-avermelhada, com manchas pretos, enquanto o ventre vai do creme ao cinza-claro. Medindo em torno de 30 cm de comprimento, a fêmea pesa mais ou menos 400 gramas.
Roedor arborícola noturno, habita as florestas da ilha e é provavelmente folívoro. Grande parte de seu habitat é protegido pelo Parque Estadual de Ilhabela, cuja superfície é de 27 025 hectares. Entretanto, por ser uma espécie insular endêmica, torna-se muito vulnerável a eventuais doenças, à introdução de espécies exóticas ou a qualquer impacto ambiental que ocorra na ilha.